# Schieder-Schwalenberg
Schieder-Schwalenberg település Németországban, azon belül Észak-Rajna-Vesztfália tartományban. Lakosainak száma 8276 fő (2023. december 31.). Schieder-Schwalenberg Horn-Bad Meinberg, Steinheim, Nieheim, Marienmünster, Lügde és Blomberg községekkel határos.

## Népesség
A település népességének változása:
| Lakosok száma | 8474 | 8541 | 8475 | 8308 | 8363 | 8276 |
|               | 1975 | 2017 | 2019 | 2021 | 2022 | 2023 |